# Lijst van bruggen in Parijs

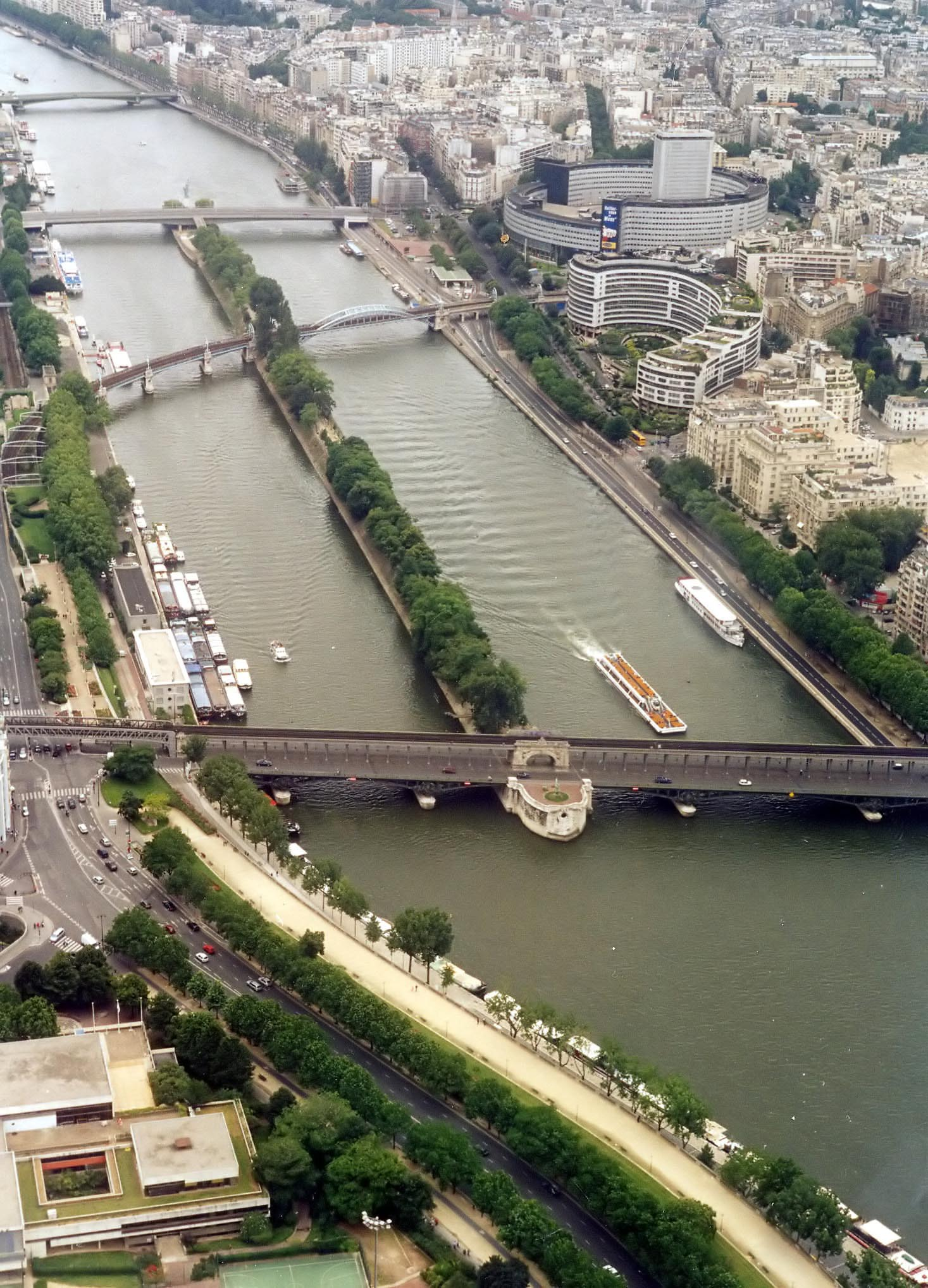
Zicht vanaf de Eiffeltoren op de Seine, met van beneden naar boven de Pont de Bir-Hakeim, de Pont Rouelle, de Pont de Grenelle en de Pont Mirabeau

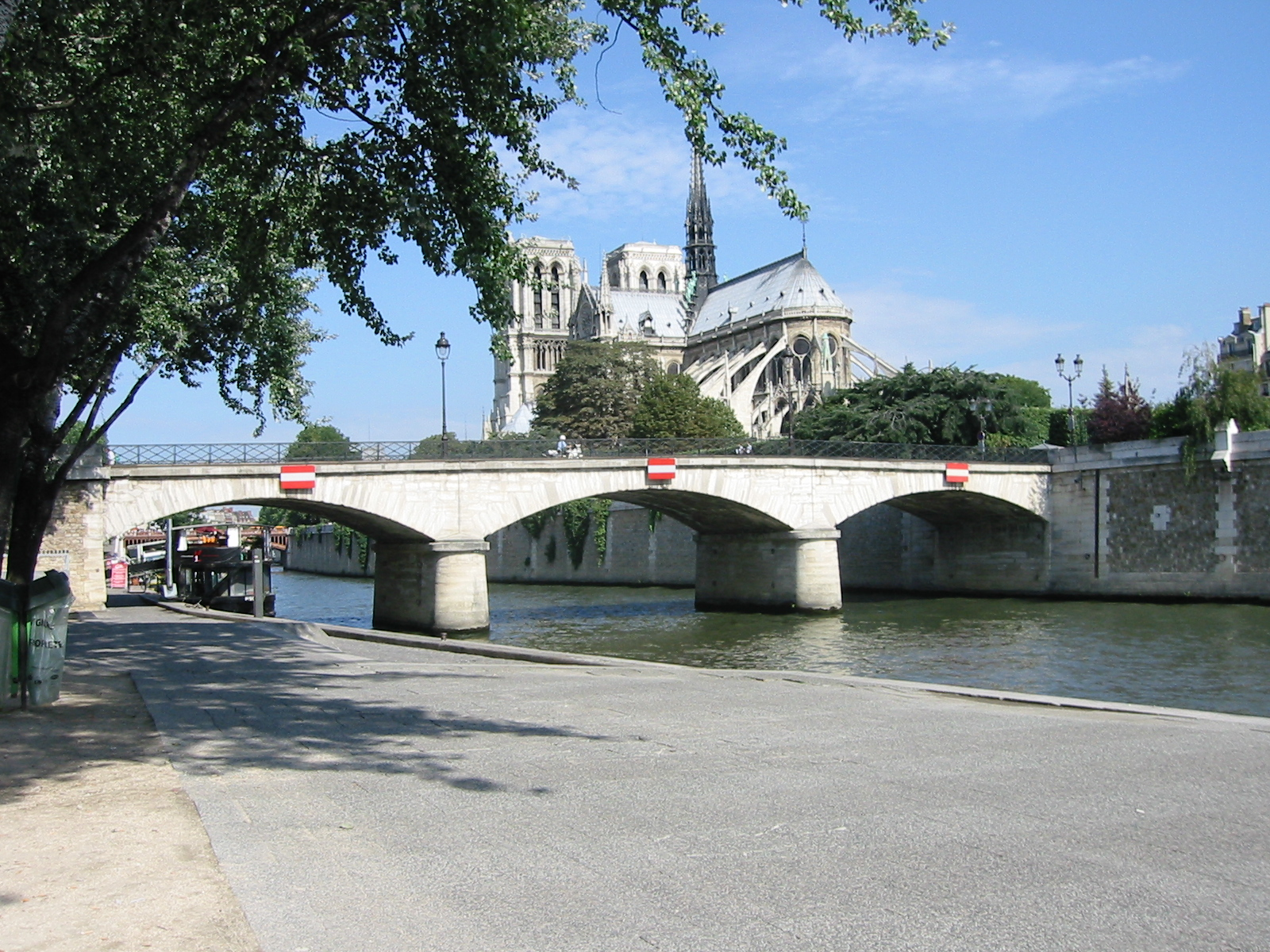
Pont de l'Archevêché

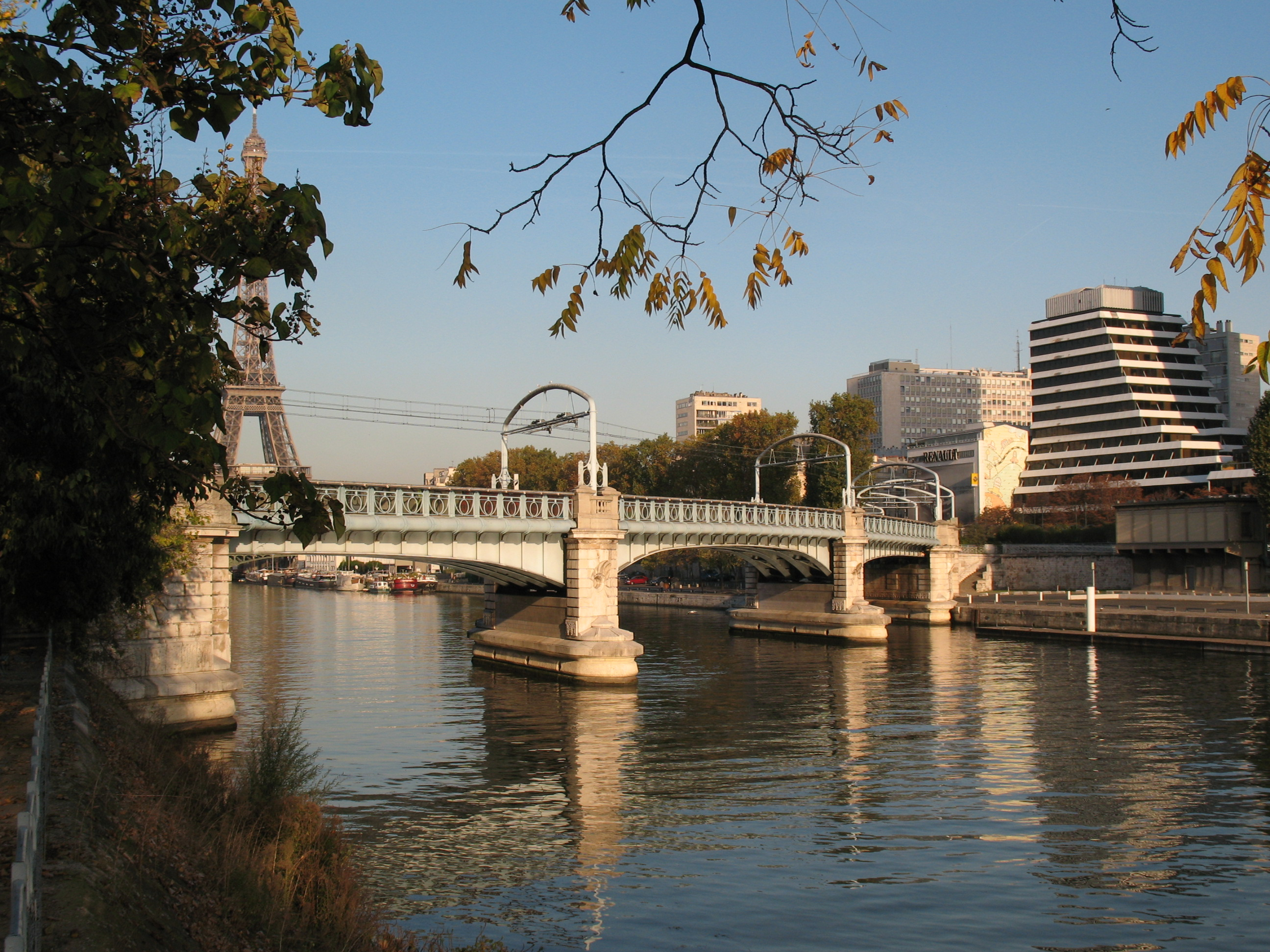
Pont Rouelle

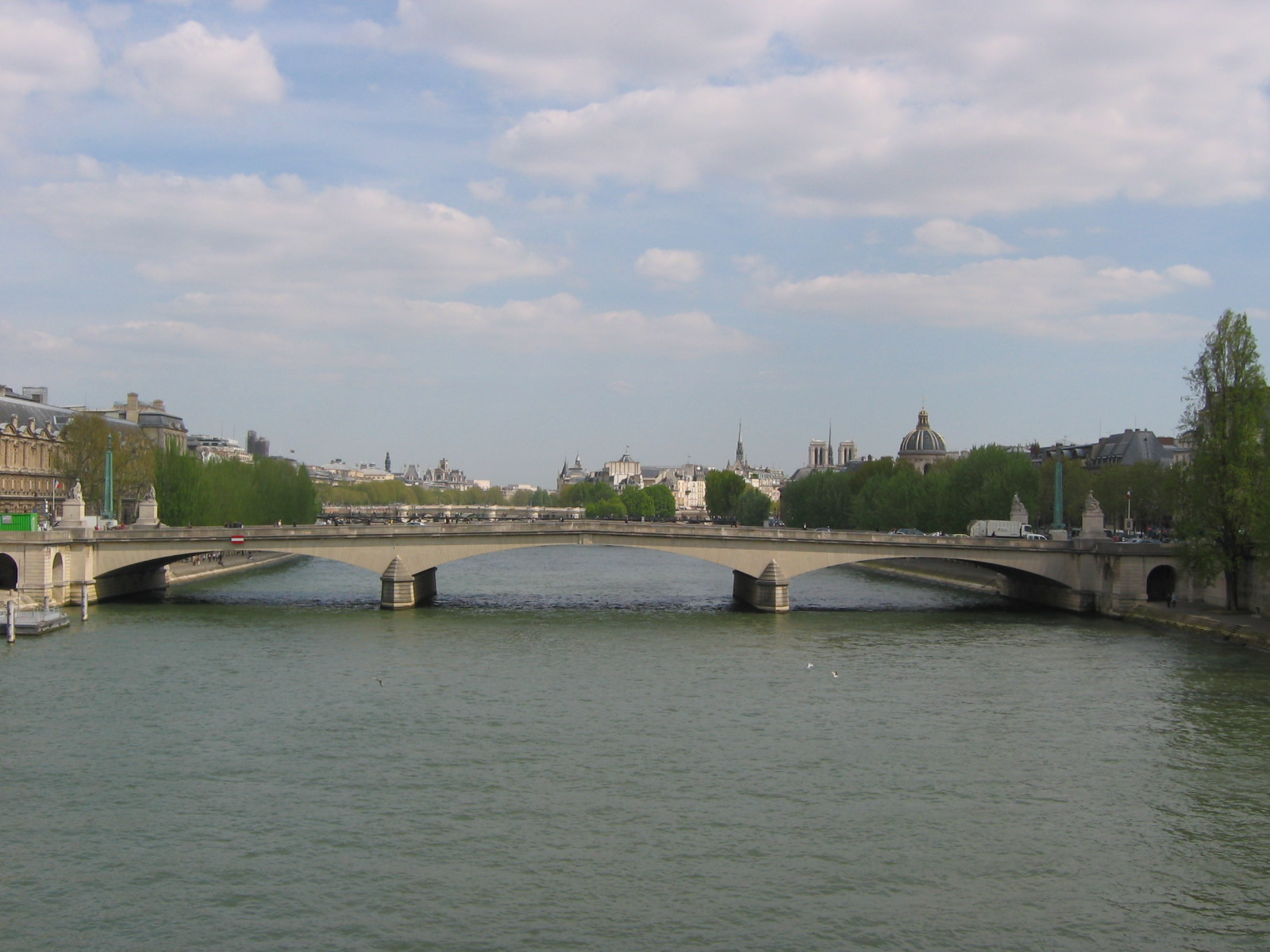
Pont du Carrousel

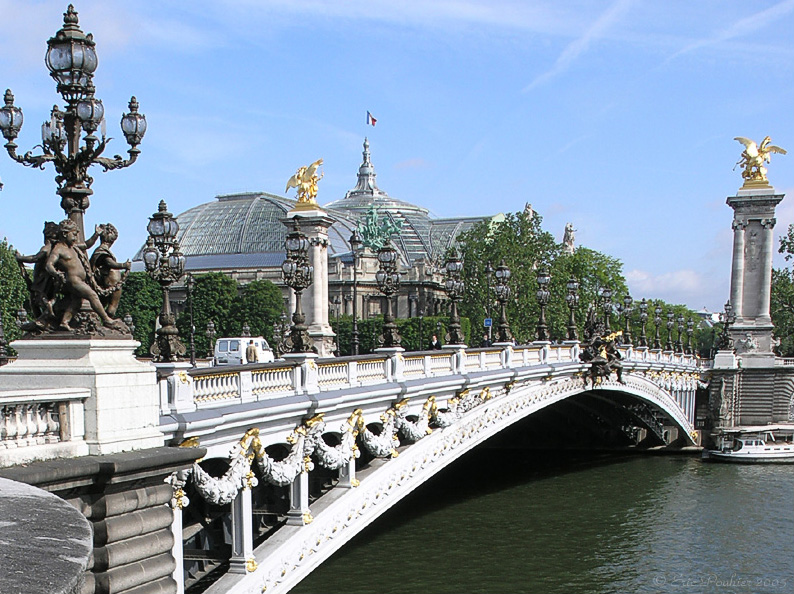
Pont Alexandre-III

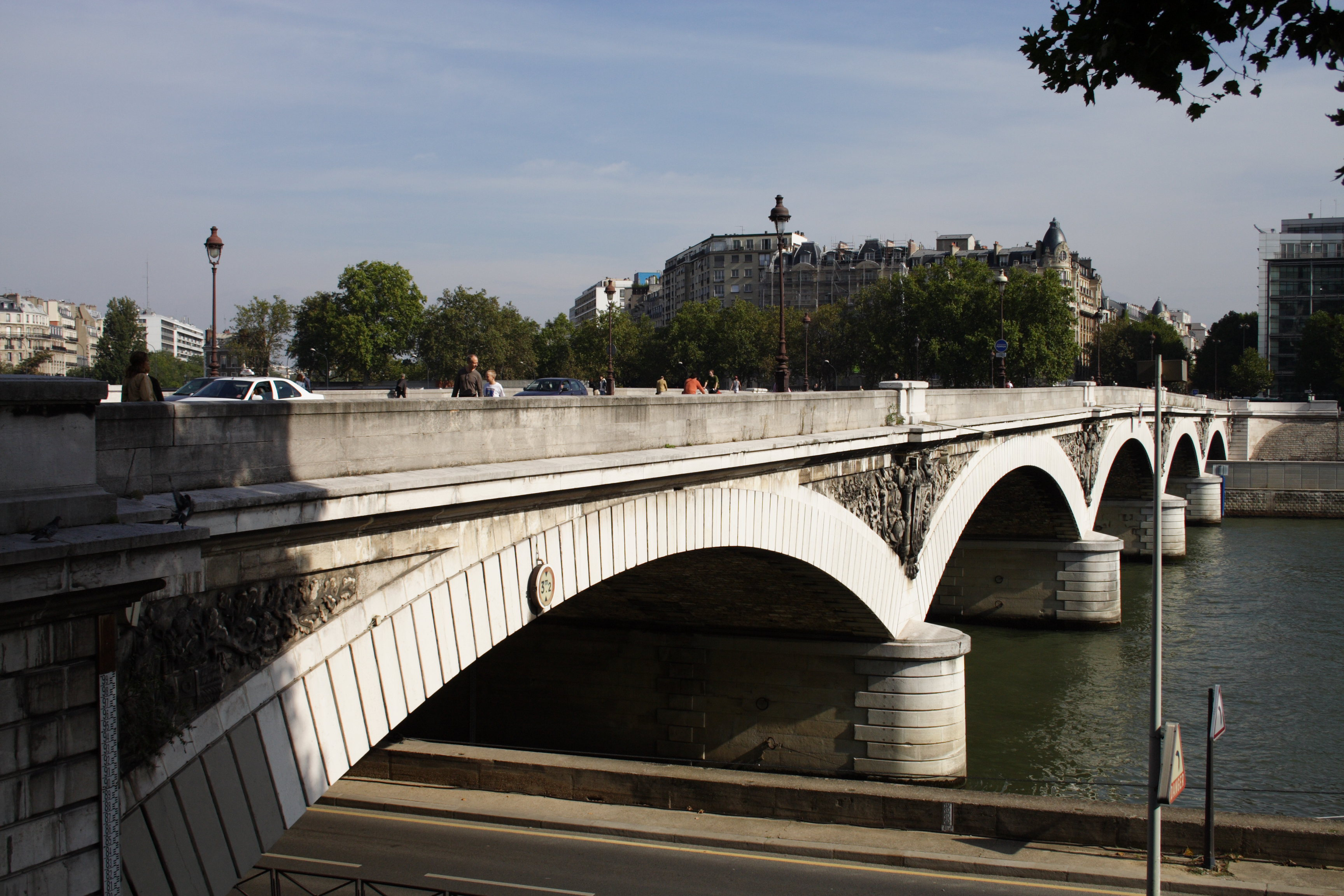
Pont d'Austerlitz

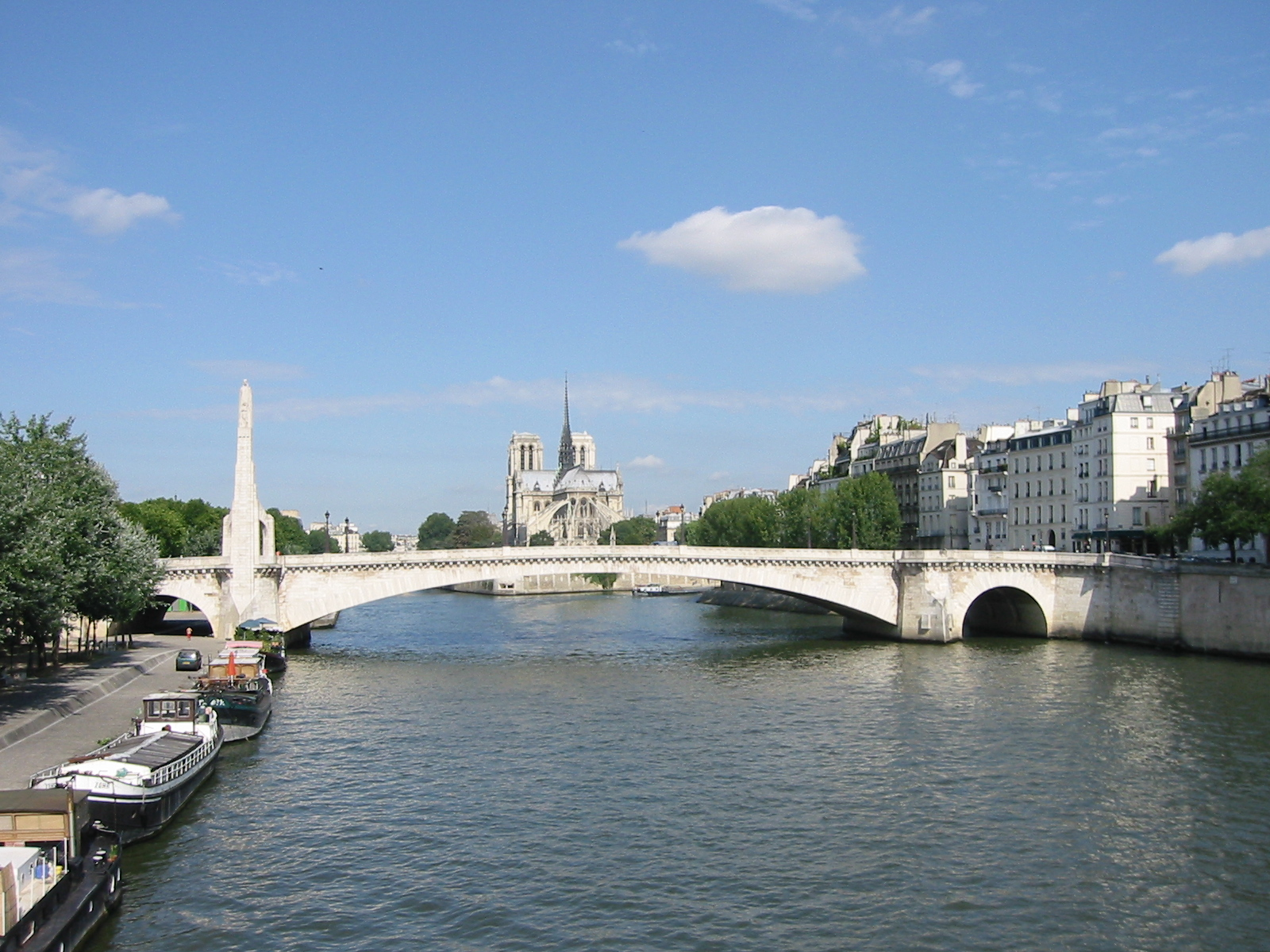
Pont de la Tournelle

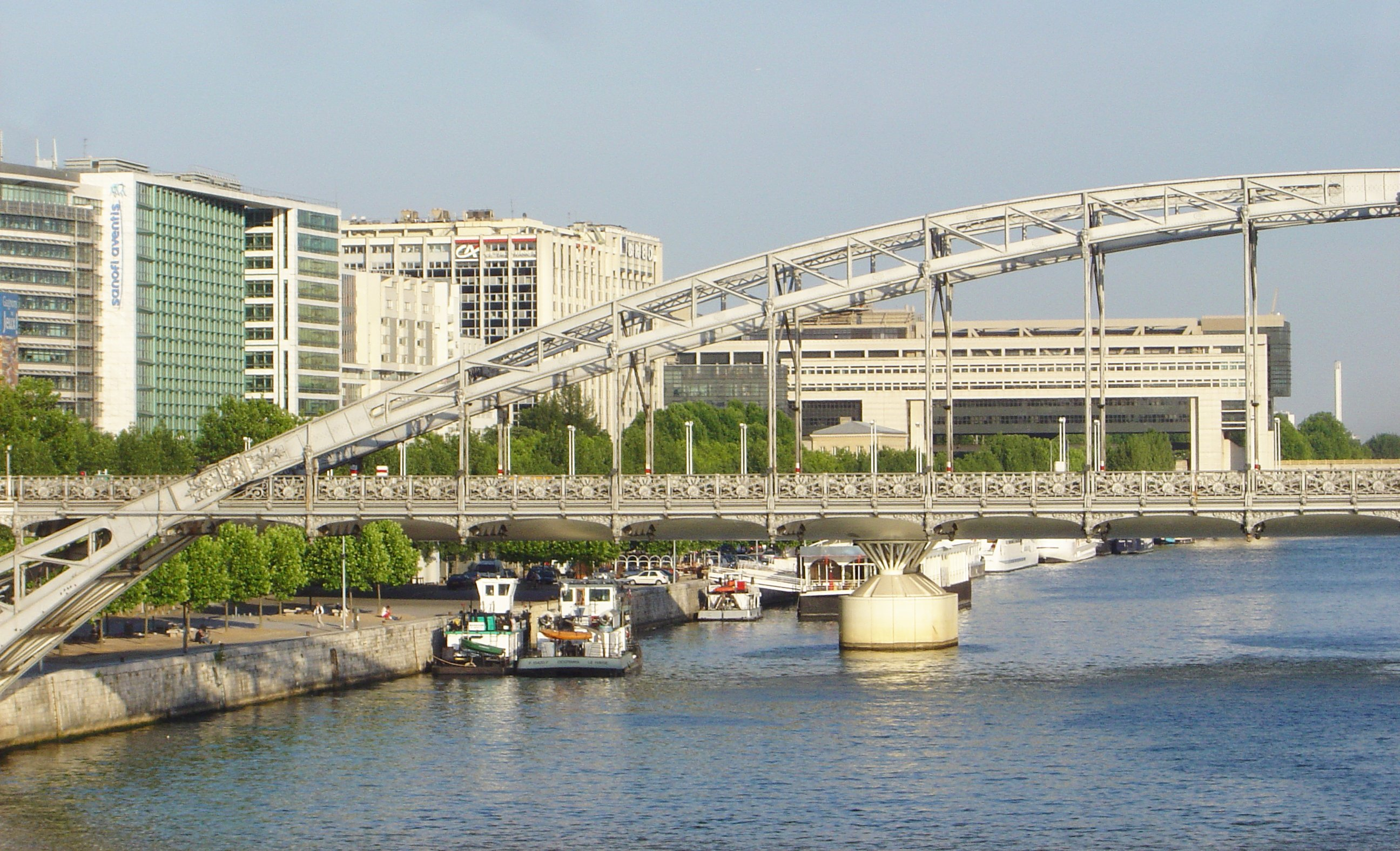
Viaduc d'Austerlitz

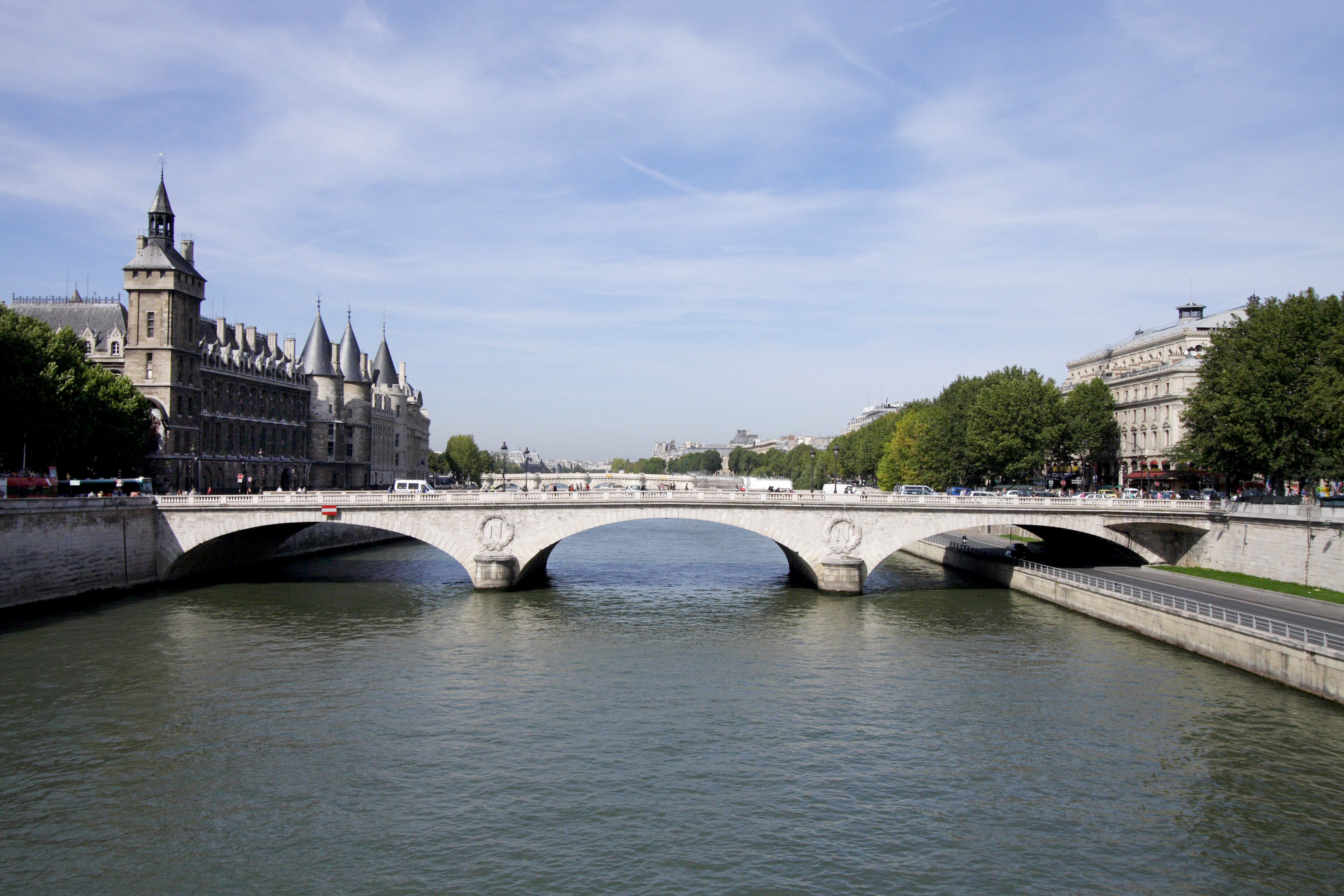
Pont au Change

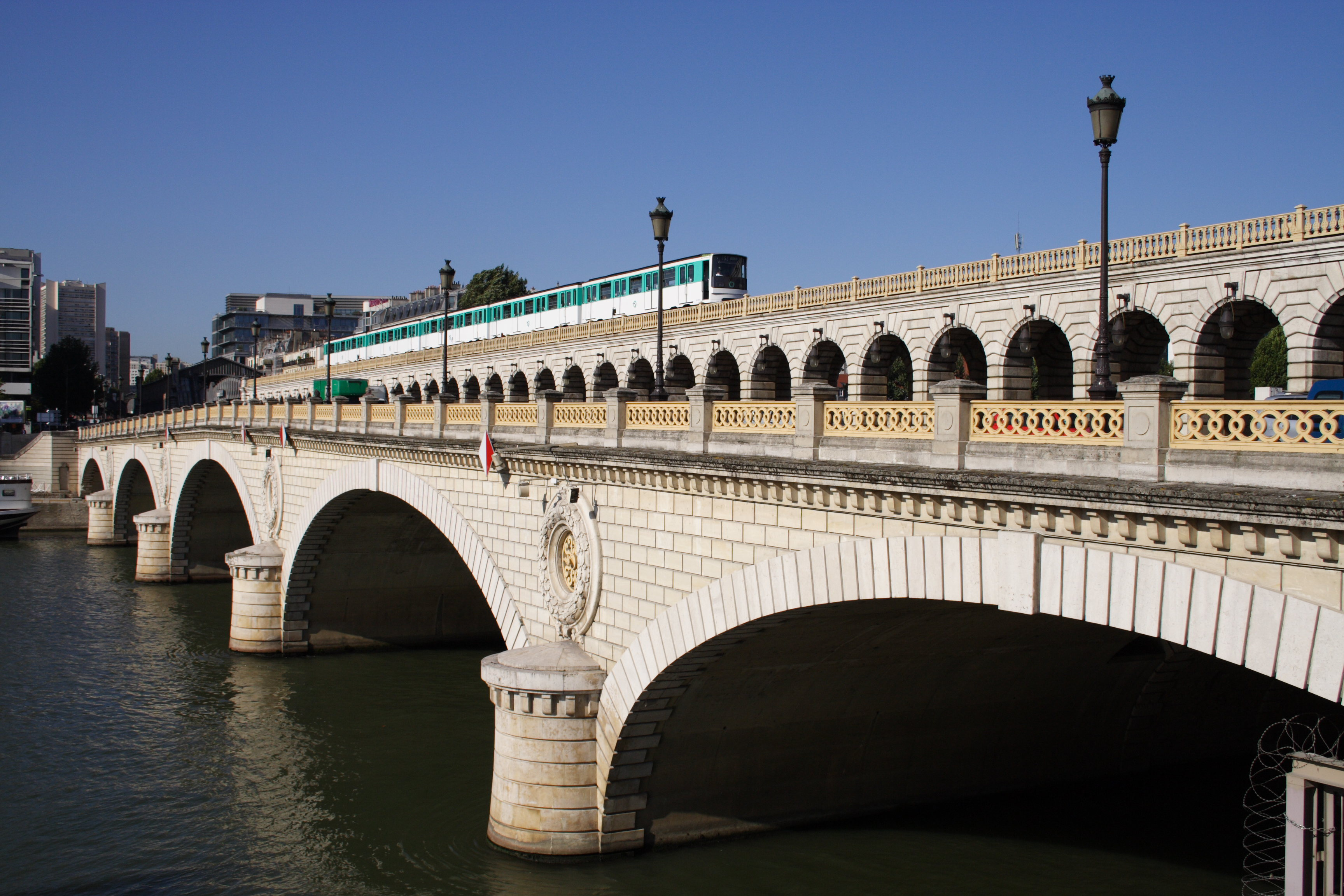
Pont de Bercy

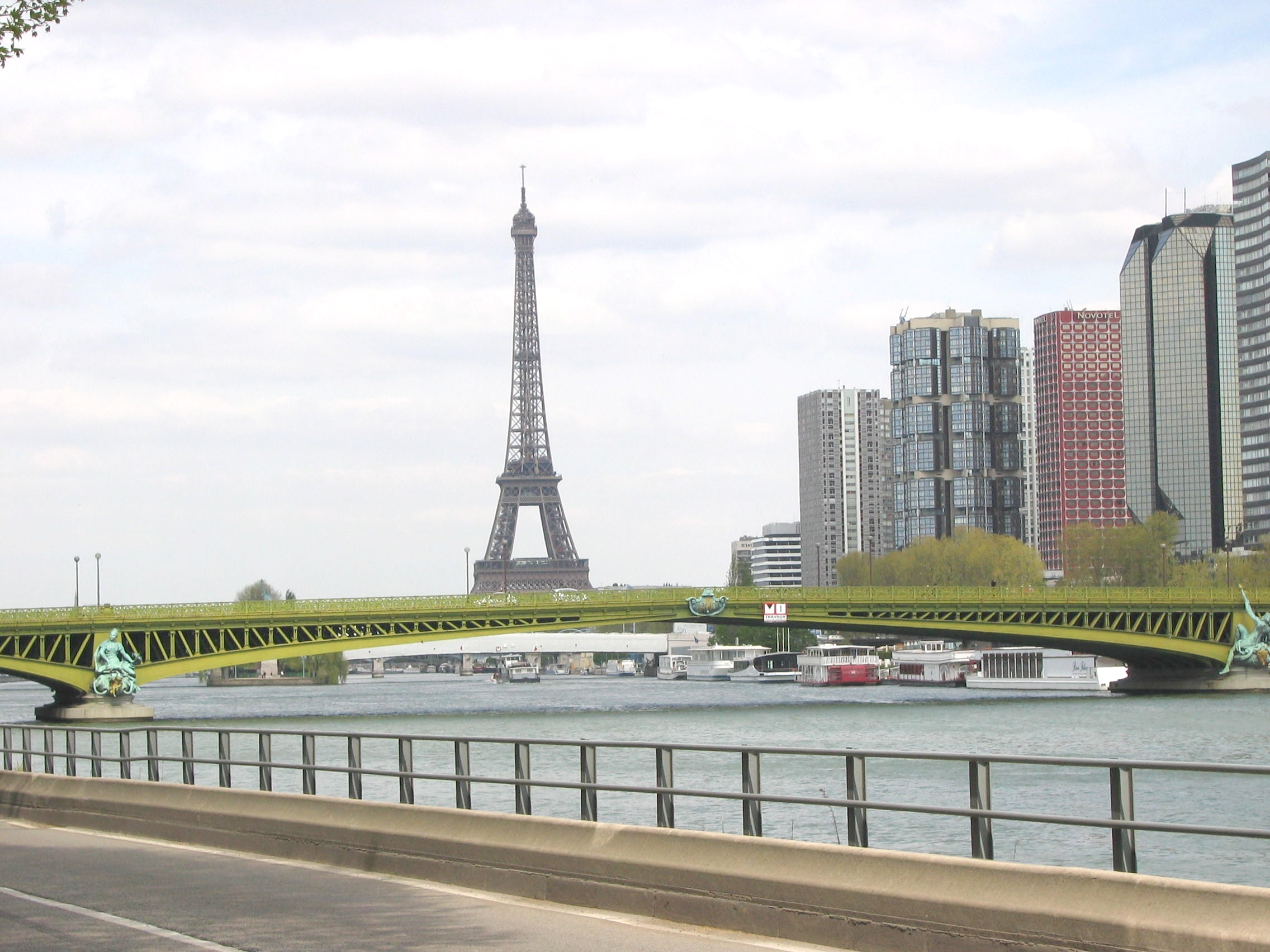
Pont Mirabeau

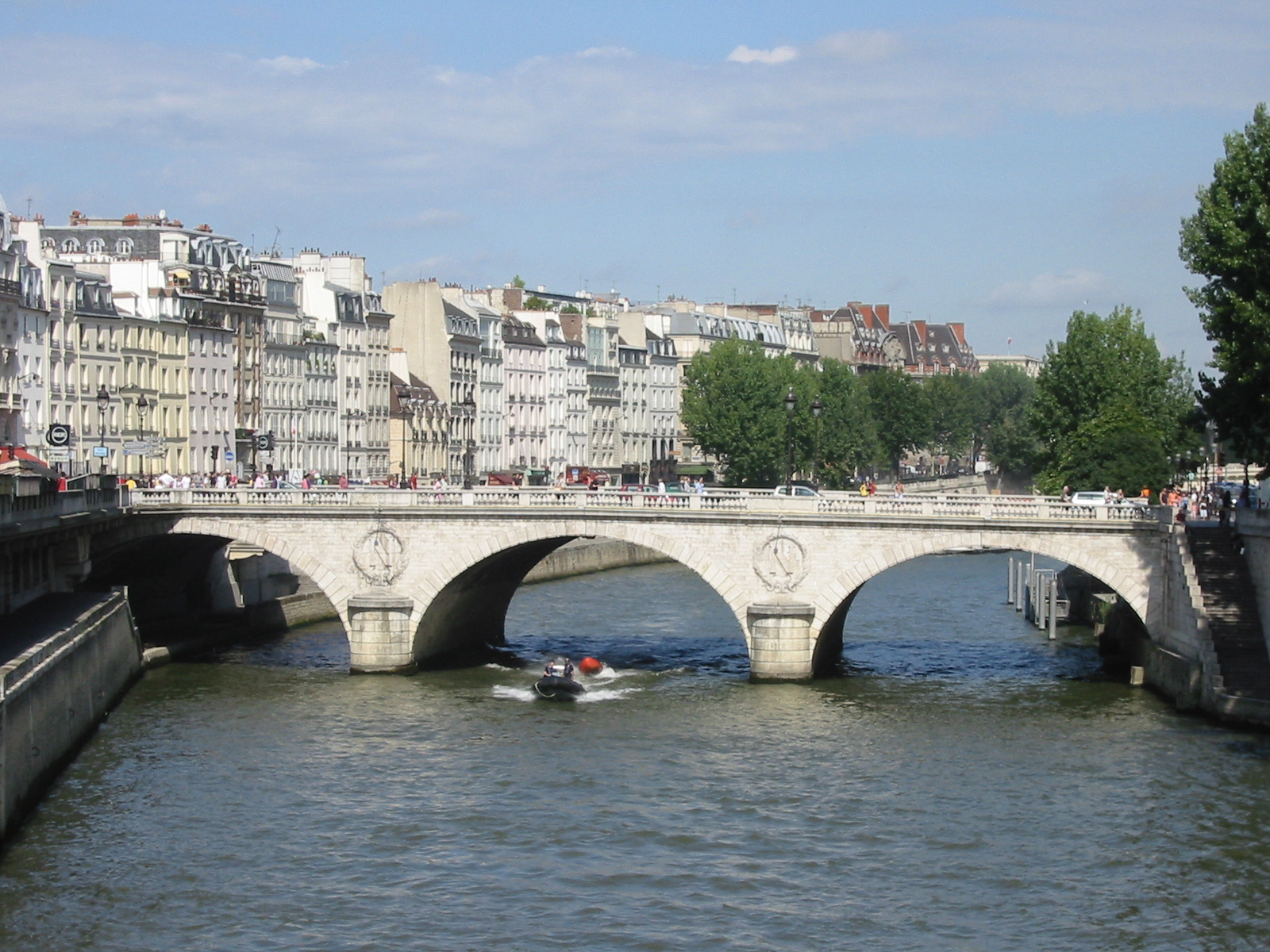
Pont Saint-Michel

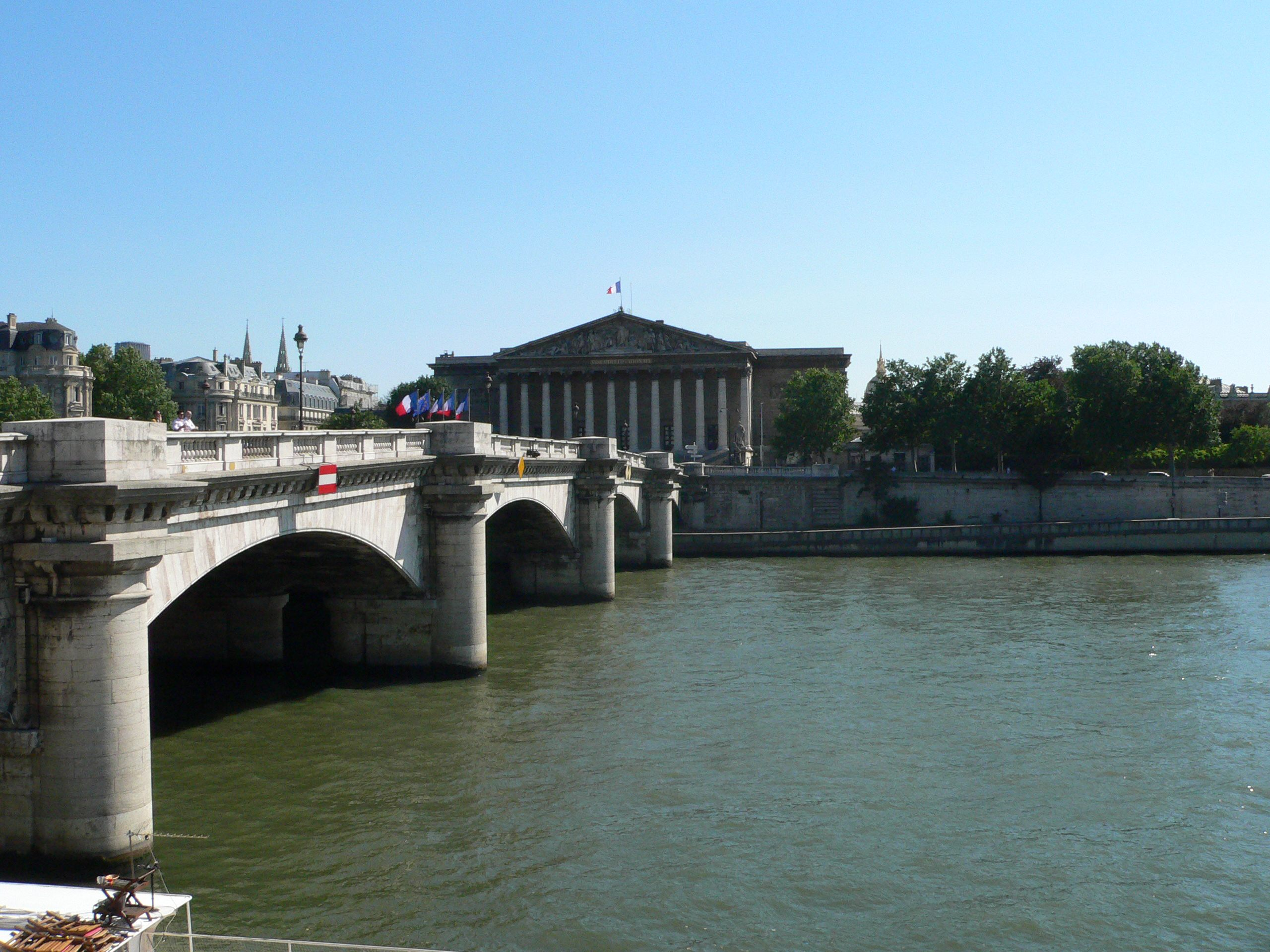
Pont de la Concorde

De Franse hoofdstad Parijs kent een groot aantal bruggen. Het grootste deel daarvan verbindt de oevers van de Seine, maar daarnaast zijn er enkele bruggen over het Canal de l'Ourcq te vinden.

## Statistieken
In 2006 telde Parijs:
- 37 bruggen over de Seine
- 58 bruggen buiten degenen over de Seine
- 10 bruggen die gebruikt worden door de RATP
- 33 bruggen die gebruikt worden door de SNCF
- 148 bruggen over de Boulevard Périphérique
- 49 voetgangersbruggen.

## Overzicht

### Bruggen over de Seine
Er zijn 37 bruggen over de Seine te vinden, waarvan 3 voetgangersbruggen en 2 spoorbruggen. Vier verbinden het Île Saint-Louis met de rest van Parijs, acht dienen hetzelfde doel voor het Île de la Cité, en één verbindt de twee eilanden met elkaar. Onderstaande lijst biedt een overzicht van alle bruggen, gerangschikt van stroomopwaarts tot stroomafwaarts.
1. Pont Amont (draagt de Boulevard Périphérique, op het punt waar de rivier de stad binnenkomt)
2. Pont National
3. Pont de Tolbiac
4. Passerelle Simone-de-Beauvoir (voetgangersbrug, voorheen Passerelle Bercy-Tobiac)
5. Pont de Bercy (combinatie van een spoorbrug voor metrolijn 6 en een brug voor wegverkeer) ;
6. Pont Charles-de-Gaulle (1996)
7. Viaduc d'Austerlitz (spoorbrug voor metrolijn 5)
8. Pont d'Austerlitz
9. Pont de Sully (kruist de oostzijde van het Île Saint-Louis)
10. Pont de la Tournelle (tussen de Rive Gauche en het Île Saint-Louis)
11. Pont Marie (tussen het Île Saint-Louis en de Rive Droite)
12. Pont Louis-Philippe (tussen het Île Saint-Louis en de Rive Droite)
13. Pont Saint-Louis (voetgangersbrug, tussen het Île de la Cité en het Île Saint-Louis)
14. Pont de l'Archevêché (tussen de Rive Gauche en het Île de la Cité)
15. Pont au Double (tussen de Rive Gauche en het Île de la Cité)
16. Pont d'Arcole (tussen het Île de la Cité en de Rive Droite)
17. Petit-Pont (tussen het Rive Gauche en het Île de la Cité)
18. Pont Notre-Dame (tussen het Île de la Cité en de Rive Droite)
19. Pont Saint-Michel (tussen de Rive Gauche en het Île de la Cité)
20. Pont au Change (tussen het Île de la Cité en de Rive Droite)
21. Pont Neuf (kruist de westzijde van het Île de la Cité, oudste brug van Parijs, gebouwd tussen 1578 en 1607)
22. Pont des Arts (voetgangersbrug)
23. Pont du Carrousel
24. Pont Royal
25. Passerelle Léopold-Sédar-Senghor (voetgangersbrug, voorheen Passerelle de Solférino, hernoemd in 2006)
26. Pont de la Concorde
27. Pont Alexandre-III
28. Pont des Invalides
29. Pont de l'Alma
30. Passerelle Debilly (voetgangersbrug)
31. Pont d'Iéna
32. Pont de Bir-Hakeim (combinatie van een spoorbrug voor metrolijn 6 en een brug voor wegverkeer, kruist het Île aux Cygnes)
33. Pont Rouelle (spoorviaduct voor lijn C van de RER, kruist het Île aux Cygnes)
34. Pont de Grenelle (kruist het Île aux Cygnes)
35. Pont Mirabeau
36. Pont du Garigliano
37. Pont Aval (draagt de Boulevard Périphérique, op het punt waar de rivier de stad uitgaat)

### Bruggen over het Canal de l'Ourcq
Het systeem van het Canal de l'Ourcq telt een aantal bruggen, waarvan het grootste deel enkel voor voetgangers is. De meeste bruggen kunnen desgewenst worden opgelift of gedraaid (waardoor het wegverkeer wordt gestremd) om boten en ander verkeer over het water door te laten.
- Over het Canal de l'Ourcq:
  - Pont de la rue de l'Ourcq
  - Passerelle de la rue de Crimée
  - Pont levant de la rue de Crimée

- Over het Canal Saint-Martin:
  - Pont de la rue Louis Blanc
  - Passerelle Bichat
  - Pont tournant de la Grange aux Belles
  - Passerelle Richerand
  - Passerelle Alibert
  - Pont tournant de la rue Dieu
  - Passerelle des Douanes

- Over het Canal Saint-Denis:
  - Boulevard périphérique
  - Boulevard Macdonald
  - Avenue Corentin-Cariou

- Op het niveau van het Bassin de l'Arsenal:
  - Passerelle de Mornay
  - Pont Morland
  - Pont-métro Morland

### Voetgangersbruggen
Parijs telt 49 passerelles piétonnières (voetgangersbruggen) in de binnenstad, hieronder gesorteerd op arrondissement:
- Ie arrondissement:
  - Passerelle Baillet
  - Passerelle des Tuileries
- 4e arrondissement:
  - Passerelle de l'Hôtel-de-Ville
- 6e arrondissement:
  - Pont des Arts
- 7e arrondissement:
  - Passerelle du Bac
  - Passerelle Debilly
  - Passerelle Léopold-Sédar-Senghor
- 9e arrondissement:
  - Pont de Cristal
  - Passerelle de Crimée
  - Passerelle Le Peletier
  - Passerelle de Mogador
  - Passerelle de la rue de Provence
  - Passerelle Sainte-Cécile
- 10e arrondissement:
  - Passerelle de la rue de Maubeuge
- 12e arrondissement:
  - Passerelle de l'Arsenal
  - Passerelle des Meuniers
  - Passerelle Reuilly
  - Passerelle de Picpus
- 13e arrondissement:
  - Passerelle du Quai de la Gare
  - Passerelle Corvisart
  - Passerelle Alésia
  - Passerelle Commandant René Mouchotte
  - Passerelle Gergovie
  - Passerelle Vercingétorix
  - Passerelle Alain
  - Passerelle Jean Zay
  - Passerelle des Arts et Métiers
  - Passerelle du Cambodge
- 15e arrondissement:
  - Passerelle Bargues
  - Passerelle du Capitaine Ménard
  - Passerelle Ernest Renan
  - Passerelle rue de l'Ingénieur Robert Keller
  - Passerelle Leblanc
  - Passerelle Procession
  - Passerelle Tuileries
  - Passerelle des Quatre frères Peignot
- 16e arrondissement:
  - Passerelle l'Alboni
  - Passerelle de l'Avre
  - Passerelle Géo André
  - Passerelle Suzanne Lenglen
- 17e arrondissement:
  - Passerelle de la rue Juliette Lamber
- 18e arrondissement:
  - Passerelle de la rue Belhomme
- 19e arrondissement:
  - Passerelle des Ardennes
  - Passerelle de Crimée
  - Passerelle d'Hautpoul
  - Passerelle de la Moselle
  - Passerelle du Rond Point
- 20e arrondissement:
  - Passerelle de la Mare
  - Passerelle Lambeau

## Overige informatie
Er zijn verschillende bruggen in Parijs die geen rivier of andere vorm van water overbruggen: in het 10e arrondissement vormen de Rue La Fayette en de Rue de l'Aqueduc een verbinding over de spoorlijnen van het Gare de l'Est. Op de grens van het Ve en het 13e arrondissement overspant de Boulevard de Port-Royal de Rue Broca en de Rue Pascal. In het 18e arrondissement voert een brug de Rue Caulaincourt over het Cimetière de Montmartre. In het 20e arrondissement overbrugt de Rue Charles-Renouvier de Rue des Pyrénées. In het 8e arrondissement kruist de Rue du Rocher de Rue de Madrid.
Daarnaast tellen lijn 2 en lijn 6 van de Metro van Parijs verschillende viaducten binnen het gedeelte van de lijnen die bovengronds lopen, terwijl er ook een viaduct van RER C langs de Quai André-Citroën loopt. Er zijn tevens voetgangersbruggen te vinden in het Parc des Buttes-Chaumont en het Parc de Reuilly. Onder andere de Promenade Plantée maakt gebruik van het oude Viaduc Daumesnil. In het Bois de Vincennes, zijn het Île de Bercy en het Île de Reuilly met elkaar verbonden, en de laatstgenoemde is aan de oostzijde verbonden met de rest van het park.
De Ligne de Petite Ceinture telt eveneens verschillende bruggen en viaducten, evenals voetgangersbruggen zoals de Rue de la Mare in het 20e arrondissement.